# Theydon Garnon
Theydon Garnon eller Theydon Gernon är en by och en civil parish i Epping Forest i Essex i England. Orten har 130 invånare (2001).